# Ty Dillon
Statistiques en NASCAR Cup Series
Dernière mise à jour : 30 novembre 2023 

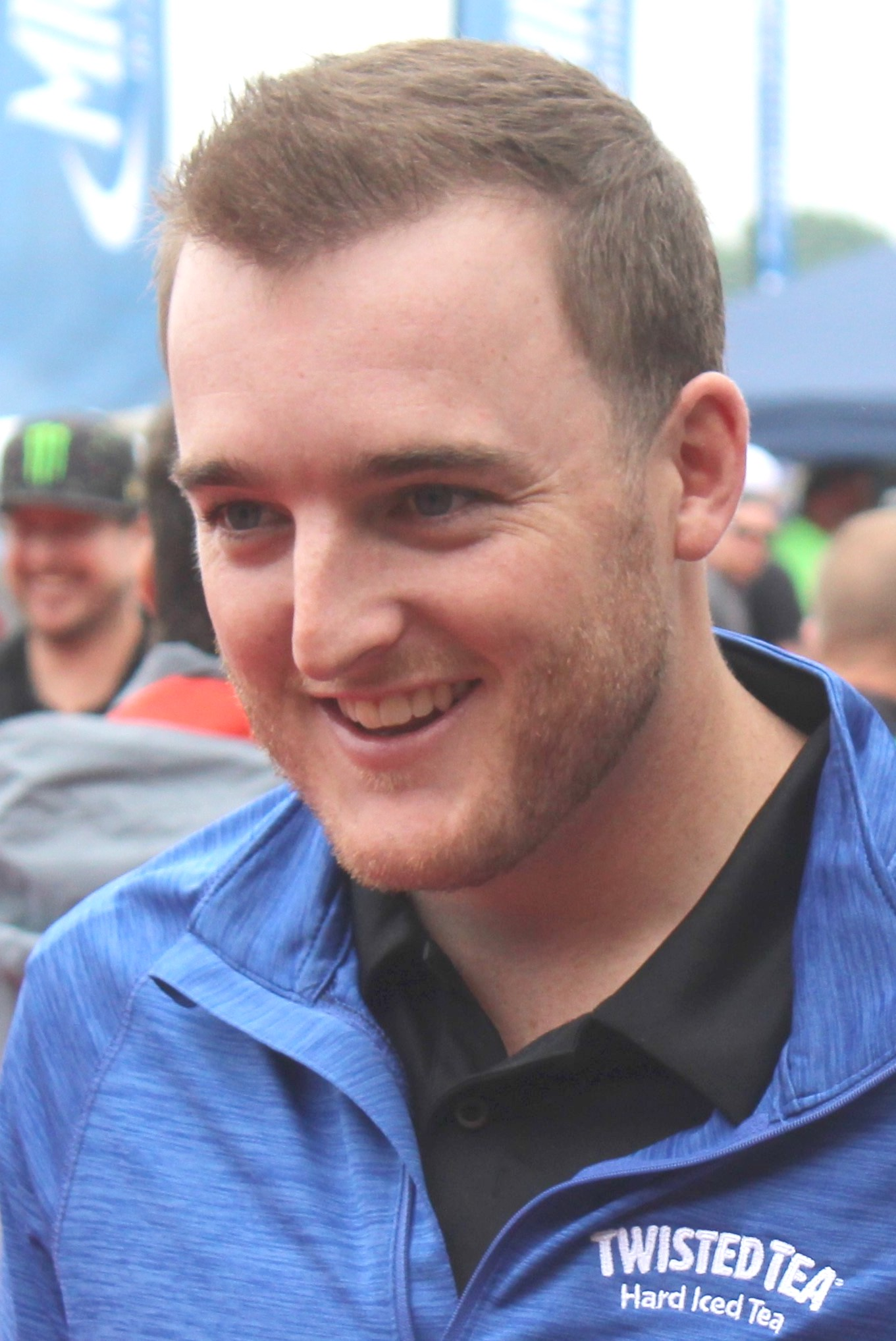
Ty Dillon en juin 2018.

Tyler Reed Dillon dit Ty Dillon est un pilote américain de NASCAR né le 27 février 1992 à Lewisville, Caroline du Nord.

## Carrière
Champion ARCA en 2011, Dillon participe à sa première course NASCAR Cup Series en 2014 et à sa première saison complète dans la division reine en 2017 au volant de la voiture no 13 de l'écurie Germain Racing. Il termine à la 24e place du championnat. L'année suivante, il finit pour la première fois une course dans le top 10 à Daytona le 7 juillet 2018 lors du Coke Zero Sugar 400.
Pour la saison 2021, il pilote la voiture Toyota no 96 de la Gaunt Brothers Racing (en). En 2022, il pilote la voiture Chevrolet no 42 de la Petty GMS Motorsports (en) et en 2023, la voiture Chevrolet no 77 de la Spire Motorsports (en).